# マテリアル・ガール
「マテリアル・ガール」（Material Girl）は、1984年11月30日に発売されたマドンナの7枚目のシングル。発売元はサイアー・レコード（ワーナー・ブラザース・レコード）。

## 解説
2ndアルバム『ライク・ア・ヴァージン』から2枚目のシングルカット。
ミュージック・ビデオは映画『紳士は金髪がお好き』で使用された「ダイアモンドは女の親友 (Diamonds Are a Girl's Best Friend)」のオマージュ。マドンナはこの曲のヒットに対し「売れるとは思わなかったわ。売れるとか売れないとかで私が良い判断をしたことがないからね」。
その後、マドンナは娘のローデス・マリア・チッコーネ・レオンと共にファッションブランド「マテリアル・ガール」を設立したが、LAトリンプが同名の自社ブランドをすでに設立しており、1997年に商標登録を済ませていることから、LAトリンプがマドンナに対して訴えを起こした。マドンナは「シングルもリリースしたし、自分こそが『マテリアル・ガール』だ」と反論したが却下された。
2022年にはソーシー・サンタナとコラボした"Material Gworrllllllll!"を発表、これは2020年にソーシー・サンタナが発表した同名楽曲のリミックスであり、同名曲を持つ縁から今回のマッシュアップ的リミックスが実現した。

## 収録曲

### アナログ盤 (7inch)
[A-SIDE]
1. Material Girl [4:00]
(作詞・作曲：Peter Brown, Robert Rans)

[B-SIDE]
1. Pretender [4:28]
(作詞・作曲：Madonna, Stephen Bray)
  - アルバム「Like a Virgin」収録曲。

### アナログ盤 (12inch)
[A-SIDE]
1. Material Girl (Extended Dance Mix) [6:05]
Remixed by John "Jellybean" Benitez
  - 2001年にアルバム「Like a Virgin」がリマスターで再発された際にボーナストラックとして収録された。

[B-SIDE]
1. Pretender (LP Version) [4:28]

### アナログ盤 (12inch・日本盤)
[A-SIDE]
1. Material Girl (Extended Dance Mix) [6:10]
2. Into the Groove [4:45]
Produced by Madonna, Stephen Bray
(作詞・作曲：Madonna, Stephen Bray)
  - 映画『マドンナのスーザンを探して』主題歌。アルバム「Like a Virgin」には収録されなかったものの、1985年の再発時には収録された。

[B-SIDE]
1. Angel (Extended Dance Mix) [6:14]
Produced by Nile Rodgers

## クレジット
Material Girl
- Madonna：Vocals, Backing Vocals
- Nile Rodgers：Guitar, Synclavier 2, Juno 60
- Bernard Edwards：Bass
- Tony Thompson：Drums
- Curtis King：Backing Vocals
- Frank Simms：Backing Vocals
- George Simms：Backing Vocals

Material Girl (Extended Dance Mix)
- Remix Engineer：Michael Hutchinson
- Assistant Engineer：Melanie West

Angel (Extended Dance Mix)
- Mixed by Nile Rodgers, James Farber

- Mastered by Herb Powers Jr.